# Owenia
Овенія (Owenia) — рід рослин, переважно дерев, родини Мелієві (Meliaceae). Вони діеційні, з чоловічими та жіночими квітками на окремих рослинах. Вони є ендеміками Австралії та досить широко поширені по всьому континенту. У роду є п’ять видів, які живуть в різних середовищах, від вологих тропічних лісів до пустель.
Один вид, Owenia cepiodora, є рідкісним і відомий тим, що його свіжозрізана кора пахне цибулею.
Види, визнані Австралійським переписом рослин, включають:
- Owenia acidula
- Owenia cepiodora
- Owenia reliqua
- Owenia reticulata
- Owenia vernicosa

## Зовнішні посилання
Вікісховище має мультимедійні дані за темою: Owenia
 Таксономія за темою Owenia (Meliaceae) у Віківидах